# Clerodendrum kaichianum
Clerodendrum kaichianum là một loài thực vật có hoa trong họ Hoa môi. Loài này được P.S.Hsu mô tả khoa học đầu tiên năm 1965.